# Antarchaea lentistriata
Antarchaea lentistriata är en fjärilsart som beskrevs av George Francis Hampson 1910. Antarchaea lentistriata ingår i släktet Antarchaea och familjen nattflyn. Inga underarter finns listade i Catalogue of Life.